# Anthony Tyler Quinn
Anthony Tyler Quinn (ur. 25 lipca 1962 w New London) – amerykański aktor telewizyjny i filmowy.
Urodził się w New London w New London w stanie Connecticut. Kiedy miał dwa lata, wraz z rodziną przeprowadził się do Midwestern, miasta Rockford w Illinois. W wieku 19 lat przeniósł się do Los Angeles w poszukiwaniu pracy.
Stał się najbardziej znany z sitcomu ABC Chłopiec poznaje świat (Boy Meets World, 1994-97) obok Bena Savage. W operze mydlanej Dni naszego życia (Days of Our Lives, 2013) pojawił się jako Joe Bernardi.
15 czerwca 1985 ożenił się z Margaret, sympatią ze szkoły średniej. Mają dwójkę dzieci: córkę Andie Tyler i syna Romana Gabriela.

## Filmografia

### Filmy fabularne
- 1982: Angel jako Maloney
- 1988: Kochany urwis (Problem Child) jako Steven Stepjack
- 1991: Pościg (The Chase, TV) jako Dale
- 1996: Dziennik mordercy (Killer: A Journal of Murder) – głos
- 2010: Nie ma większej miłości (No Greater Love) jako Jeff Baker

### Seriale TV
- 1984: Airwolf jako Everett
- 1985: Peyton Place jako Joey Harrington
- 1986: Więzy rodzinne jako Clete
- 1990: Pracująca dziewczyna (Working Girl) jako Sal Pascarella
- 1994: Someone Like Me jako Steven
- 1994-97: Chłopiec poznaje świat (Boy meets world)
- 1997-98: Melrose Place jako Rory Blake
- 1998: Ich pięcioro jako Sean Sullivan
- 1998: Zapytaj Harriet (Ask Harriet) jako Jack Cody
- 1998: JAG (serial telewizyjny) jako sierżant Giovanni Cade
- 1999: Karolina w mieście (Caroline in the City) jako Randy
- 1999: Trzecia planeta od Słońca (3rd Rock From the Sun) jako Sam "the butcher" Marchetti
- 1999: Ich pięcioro jako Sean Sullivan
- 2001: Diagnoza morderstwo (Diagnosis Murder) jako Calvin Laird
- 2008: Zaklinacz dusz (Ghost Whisperer) jako pan Linarcos
- 2008: Dowody zbrodni jako Hugh Mastersen '08
- 2008: Dexter jako stomatolog
- 2009: Mentalista (The Mentalist) jako prawnik
- 2010: Dr House (House M.D.) jako Eli Morgan
- 2012: Słodkie kłamstewka jako Ron
- 2013: Dni naszego życia (Days of Our Lives) jako Joe Bernardi
- 2014: Agenci NCIS (NCIS) jako komandor marynarki wojennej Clarence Daniels
- 2015: Dziewczyna poznaje świat (Girl Meets World) jako Jonathan Turner